# Мост Петёфи
Мост Петёфи (венг. Petőfi híd) — автодорожный металлический балочный мост через Дунай в Будапеште, соединяющий Буду и Пешт. Мост носит имя одного из величайших поэтов Венгрии Шандора Петёфи. До конца Второй мировой войны назывался мостом Миклоша Хорти.

## История
Решение о необходимости строительства нового моста в Будапеште было принято парламентом ещё в 1908 году, однако из-за различных организационных проволочек работы не были начаты до начала Первой мировой войны. Ситуация изменилась после падения Венгерской Советской Республики и прихода к власти Миклоша Хорти. В 1930 году был объявлен конкурс на строительство моста, в котором приняли участие 17 проектов. Как и в случае с мостом Эржебет, строительство началось по проекту, даже не участвовавшему в конкурсе. Автором проекта являлся инженер П. Х. Альдьяи, строительство моста началось в 1933 году. Строительные работы широко освещались в средствах массовой информации, например строительство опор комментировал из кессонной камеры радиорепортёр, спустившийся вместе с рабочими на дно Дуная. Возведение моста было завершено в 1937 году.
В январе 1945 года при отступлении сапёры вермахта взорвали этот мост, как и остальные мосты Будапешта. Восстановительные работы продолжались несколько лет и закончились 25 ноября 1952 года, когда состоялось открытие моста и его переименование в честь Шандора Петёфи, национального поэта Венгрии, участника Венгерской революции 1848—1849 годов.